# 無棣県
無棣県（むてい-けん）は中華人民共和国山東省浜州市に位置する県。
碣石山は魯北平原の中に聳え立つ山で第四紀の火山の跡であり、曹操が『観滄海』の詩を賦した場所として知られる名山でもある。

## 行政区画
- 街道:棣豊街道、海豊街道
- 鎮:水湾鎮、碣石山鎮、小泊頭鎮、埕口鎮、馬山子鎮、車王鎮、柳堡鎮、佘家鎮、信陽鎮、西小王鎮